# Piątek, trzynastego V: Nowy początek
Piątek, trzynastego V: Nowy początek (ang. Friday the 13th: A New Beginning) – amerykański filmowy horror (slasher) z 1985 roku, powstały na fali popularności czwartej części serii.
Choć chłodno przyjęty przez krytykę, film miał zadowalającą frekwencję w kinach i – dzięki elastycznej fabule – pozostawił otwartą furtkę na kontynuowanie cyklu, do którego doszło.

## Fabuła
Film rozpoczyna się sekwencją, w której dwójka wandali, zafascynowanych legendą Jasona Voorheesa, wybiera się deszczową nocą na grób mordercy, by wykopać spod ziemi jego zwłoki. Zdarzenie z ukrycia obserwuje Tommy Jarvis (Corey Feldman), bohater poprzedniej części cyklu. Gdy wandale otwierają kryptę, Jason (Tom Morga) wraca do życia i morduje obydwu. Następnie rusza w kierunku przerażonego chłopca.
Okazuje się jednak, że był to frustrujący sen Tommy’ego (John Shepherd), który jest już dorosły i błąka się po zakładach zamkniętych. Teraz trafia do kliniki psychiatrycznej dla trudnej młodzieży, której ośrodek znajduje się w Pinehurst. Od czasów śmierci Jason Voorheesa Tommy nie utrzymuje kontaktów ze swoją starszą siostrą, Trish. Krótko po przybyciu Jarvisa na miejsce, jeden z pacjentów, Vic (Mark Venturini), brutalnie morduje drugiego (Dominick Brascia) w niekontrolowanym napadzie agresji. Na miejscu zjawia się policja, która aresztuje Vica. Wkrótce po tym zdarzeniu nastoletnia para Tina (Debi Sue Voorhees) i Eddie (John Robert Dixon) wybiera się do lasu, by tam uprawiać seks, jednak oboje zostają zabici przez nieznanego sprawcę. Tommy’ego tymczasem dręczą niepokojące wizje, w których chłopakowi objawia się zabity przed laty Jason Voorhees. Chłopak zaczyna wierzyć, że Jason go szuka, by się na nim zemścić.
Wieczorem wolontariuszka zakładu Pam Roberts (Melanie Kinnaman) zabiera Reggiego (Shavar Ross), by zobaczył się ze swoim starszym bratem Demonem (Miguel A. Núñez Jr.), mieszkającym nieopodal w przyczepie kempingowej. Zaraz po wizycie Demon zostaje przebity włócznią, a jego dziewczynie Anicie (Jere Fields) zostaje poderżnięte gardło. Po powrocie na miejsce Pam wysyła Reggiego do łóżka i wyrusza na poszukiwania innego z wolontariuszy, który od kilku godzin nie zjawił się w ośrodku, zostawiając trójkę pacjentów – Violet (Tiffany Helm), Robin (Juliette Cummins) i Jake’a (Jerry Pavlon) – bez opieki. Nastolatkowie, wraz z Reggiem, oglądają telewizję. Gdy chłopiec zasypia, Jake wybiera się na piętro, gdzie zostaje zamordowany przez zmartwychwstałego Jasona uderzeniem tasaka w twarz. Wkrótce potem Robin wybiera się do swojego pokoju, by pójść spać. W swoim łóżku znajduje zwłoki Jake’a, a Jason morduje ją, dźgając ją maczetą spod łóżka. Violet słucha głośnej muzyki i nie słyszy krzyków mordowanej koleżanki. Jason zachodzi ją od tyłu i dźga ją maczetą w brzuch. Wtem budzi się Reggie i wybiera się na piętro, tylko po to, by znaleźć martwe ciała pacjentów. Chłopiec krzyczy, a jego krzyk słyszy Pam, która właśnie wraca do zakładu. Widząc zwłoki trójki nastolatków, wraz z chłopcem ucieka z ośrodka. Jason goni swoje ofiary, aż do starej stodoły, gdzie Pam i Reggie znajdują schronienie przed psychopatą. Gdy ten ich szuka, pojawia się Tommy i konfrontuje się z mordercą. Jason uderza Tommy’ego maczetą w tułów, paraliżując go, lecz ten wyciąga scyzoryk, dźga go w udo, po czym wspina się po drabinie do górnej części stodoły, gdzie skrywają się Pam i Reggie. Po wejściu na górę Tommy traci przytomność. Jason również wchodzi na górę, myśli, że Tommy nie żyje, po czym szuka Pam i Reggiego. Gdy psychopata chce zabić Pam, Reggie wyskakuje z ukrycia i wypycha Jasona ze stodoły. Psychopata jednak łapie się ściany, by nie spaść, po czym chwyta Reggiego za nogę i ciągnie go za nią. Nagle Tommy odzyskuje przytomność i uderza Jasona w rękę jego własną maczetą, przez co ten spada. Morderca ląduje na starej płycie, zakończonej ostrymi żelaznymi ostrzami. Okazuje się, że mordercą wcale nie był Jason Voorhees, a maskę hokejową nosił jego naśladowca – Roy Burns (Dick Wieand), ojciec brutalnie zamordowanego na początku filmu Joeya. Okazuje się, że Burns oszalał, gdy jego żona zmarła przy porodzie Joeya, a tragiczna śmierć jedynego syna tylko to szaleństwo dopełniła.
W finałowej scenie Reggie, Pam i Tommy trafiają do szpitala. W wyniku serii złych zdarzeń nawracają się halucynacje Tommy’ego, w których chłopak morduje Pam.

## Obsada

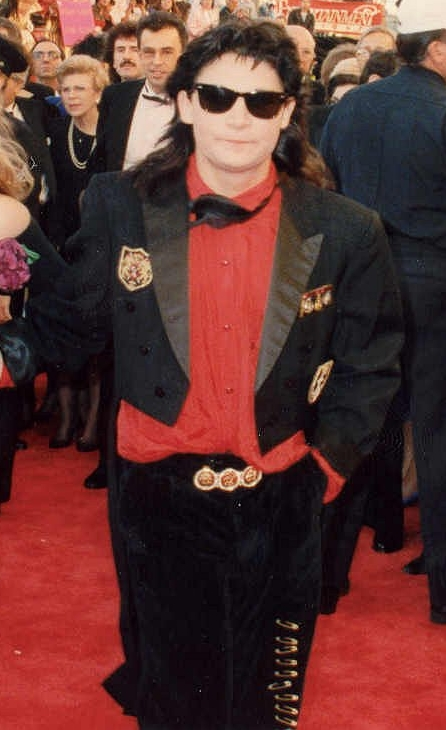
Corey Feldman (na zdj.), filmowy Tommy Jarvis (w wieku lat 12.), w połowie lat 80. był jednym z najlepiej opłacanych małoletnich aktorów Hollywood.

| Rola                 | Aktor                |
| -------------------- | -------------------- |
| Tommy Jarvis         | John Shepherd        |
| Tommy Jarvis, lat 12 | Corey Feldman        |
| Pam Roberts          | Melanie Kinnaman     |
| szeryf Cal Tucker    | Marco St. John       |
| burmistrz Cobb       | Ric Mancini          |
| Reggie               | Shavar Ross          |
| dr. Matt Peters      | Richard Young        |
| Violet               | Tiffany Helm         |
| Robin                | Juliette Cummins     |
| Jake                 | Jerry Pavlon         |
| Ethel Hubbard        | Carol Locatell       |
| Junior Hubbard       | Ron Sloan            |
| Raymond              | Sonny Shields        |
| Eddie                | John Robert Dixon    |
| Tina                 | Debi Sue Voorhees    |
| Demon                | Miguel A. Núñez Jr.  |
| Anita                | Jere Fields          |
| Vinnie               | Anthony Barrile      |
| Lana                 | Rebecca Wood-Sharkey |
| Billy                | Bob de Simone        |
| George               | Vernon Washington    |
| Pete                 | Corey Parker         |
| Victor „Vic” Faden   | Mark Venturini       |
| Joey Burns           | Dominick Brascia     |
| Roy Burns            | Dick Wieand          |
| Jason Voorhees       | Tom Morga            |

## Box Office
| Świat | US$ 21,930,418 |

## Opinie
Albert Nowicki (His Name Is Death) pisał: „Projekt Steinmanna, pomimo kilku pomniejszych wad, jest slasherem dobrze pomyślanym, dobrze wyglądającym, a przede wszystkim ociekającym krwią nie trzech, nie czterech, a prawie dwudziestu bohaterów. Czego chcieć więcej?”.